# ユートピア (ゲーム)
『ユートピア』（原題：Utopia: The Creation of a Nation）は、イギリスのゲーム会社Celestial Softwareが開発しGremlin Interactiveより発売されたゲームソフト。日本ではエピック・ソニーレコードよりスーパーファミコン版が1993年10月29日に発売された。
『ポピュラス』や『シムシティ』などのようなミニスケープのジャンルで、建物を建設して都市を発展させ、エイリアンの急な襲撃にも対処できる理想郷（ユートピア）を完成させる。住民の生活の質を表わす「クオリティー」を上昇させ十分な割合に達すると宇宙船や戦車などの軍備を増強できる。全部で10種類のシナリオが用意されている。マウスにも対応している。

## 概要
都市を征服しようとしているエイリアンを全滅させることがシナリオをクリアする条件となる。そのために早い時期から、スパイ活動を行っておく事で敵の姿形や知能レベルなどの情報が集まったレポートが届く。